# Kazimierz Skolimowski
Kazimierz Skolimowski herbu Leszczyc (ur. 12 października 1862 w Brodni, zm. 28 grudnia 1923 w Kaliszu) – polski architekt działający również w Finlandii, Rosji i Chinach. Twórca planu urbanistycznego miasta Dalnyj, obecnego Dalian w Chinach. Po powrocie do Polski – architekt miejski Kalisza.
Zginął tragicznie podczas inspekcji budowy gmachu ratusza w Kaliszu. Dziadek polskiego reżysera Jerzego Skolimowskiego.